# Aber-Ildut
Aber-Ildut (bret. Aber Ildud) – rzeka we Francji, w regionie Bretania, w departamencie Finistère, o długości 24 kilometrów.

## Miejscowości leżące na brzegach rzeki
- Plouzané,
- Guilers,
- Saint-Renan,
- Lanrivoaré,
- Plouarzel,
- Brélès,
- Lanildut,
- Lampaul-Plouarzel.